# Serrat Negre (Castell de l'Areny)
El Serrat Negre és una muntanya situada a la serra del Catllaràs, amb una elevació màxima de 1.779 metres.
El cim es troba al municipi de Castell de l'Areny, a la comarca catalana del Berguedà.
És el punt més alt de la serra del Catllaràs.
Al cim mateix hi ha instal·lat equips de radiocomunicacions.